# Paedomastax
Paedomastax is een geslacht van rechtvleugeligen uit de familie Eumastacidae. De wetenschappelijke naam van dit geslacht is voor het eerst geldig gepubliceerd in 1930 door Bolívar.

## Soorten
Het geslacht Paedomastax omvat de volgende soorten:
- Paedomastax avinovi Uvarov, 1914
- Paedomastax constricta Brunner von Wattenwyl, 1898
- Paedomastax visseri Willemse, 1935